# 흑신
《흑신》(黑神)은 대한민국의 작가 임달영이 글을 쓰고 만화가 박성우가 작화한 만화 작품으로 일본의 만화잡지 《영 간간》에 연재되고 있다.
2008년말 일본의 애니메이션 제작사 선라이즈가 《흑신》의 애니메이션화를 발표했고, 대한민국과 일본, 미국에 동시 방영하였다. 일본에서는 TV 아사히가 2009년 1월 8일 심야 26시 40분(실제 시각 2009년 1월 9일 새벽 2시 40분)에 먼저 방영을 시작하여, 대한민국에서는 발행 출판사 대원씨아이와 같은 계열에 있는 애니박스를 통해 2009년 1월 9일 밤 10시부터, 미국에서는 ImaginAsian TV를 통해 2009년 1월 9일 저녁 8시(한국 시각 2009년 1월 10일 오전 10시)부터 방영하였다. 한미일 동시방영되는 애니메이션 작품은 《흑신》이 최초이다.

## 등장 인물
성우진은 일본, 대한민국, 미국 순이다.
쿠로
성우:시타야 노리코 / 정미숙 / 로라 베일리
이부키 케이타
성우:나미카와 다이스케 / 김영선 / 제이슨 앤서니 그리피스
사노 아카네
성우:오하라 사야카 / 한신정 / 줄리 앤 테일러
엑셀
성우:타무라 유카리 / 한경화 / 스테퍼니 셰이
쿠라키 다이치
성우:히노 사토시 / 김두희 / 미상
슈타이너
성우:나카타 죠지 / 방성준 / 미상
푸니푸니
성우:토우마 유미 / 전숙경 / 미상
마유
성우:사사키 노조미 / 박지윤 / 미상
야마다 리사
성우:사토 리나 / 이지현 / 미상
시즈카
성우:오노 료코 / 김민정 / 미상
츠보타
성우:이와오 만타로 / 서원석 / 미상